# Svenska kåren i Estland
Svenska kåren i Estland (estniska: Rootsi vabatahtlike korpus Eestis) var en på frivillighetens grund 1918–1919 i Sverige uppställd militärkår som kom att omfatta omkring 300 man. Organisatör och chef var överstelöjtnanten, förre fänriken i Västmanlands trängkårs reserv, senare majoren i Finlands vita armés trängtrupper Carl Axel Mothander (1886–1965). Svenska kåren sattes in i Estlands frihetskrig i strider mot den sovjetiska Röda armén och estniska röda förband. Kårens sammansättning är okänd, men man kunde dra nytta av svensk personal som lösgjordes ur Finlands vita armé och Svenska brigaden vid det finska inbördeskrigets slut. En dansk frivilligstyrka Dansk-Baltisk Auxiliær Corps (DBAC) om cirka 200 man under den danske kapten Borgelin kom att ingå i kåren som rekylgevärskommando, kulsprutekommando. Kåren upplöstes under vintern 1918/sommaren 1919, varvid viss personal kom att ingå i den vite ryske generalen Nikolaj Judenitjs nordvästarmé under beteckningen Sjvedskij Belyj legion (Svenska vita legionen).
Efter Estlands självständighetsförklaring agerade England och Frankrike starkt för att få de skandinaviska staterna att ställa militära förband till förfogande för upprätthållande av ordningen i de nybildade staterna i Baltikum som ett led i att innesluta de bolsjevikiska krafterna i Ryssland. De egna trupperna bedömdes efter flera års krigstjänst olämpliga. En önskan om tre regementen hade även ställts till Sverige som dock avböjt av rädsla för att dras in i ett krig med Ryssland. England organiserade dessutom egna frivilligkårer för aktioner i Murmansk-Archangelsk-området, vilket Tyskland också gjorde för sina östgränser. Förhållandena inom dessa frivilligkårer tycks ha varit mycket annorlunda än inom reguljära militära förband: oklara disciplinära regler, oklar jurisdiktion, egenmäktighet och liknande. Frivilligkårerna tycks organiserats i lägen då statsmakterna inte har några andra alternativ och inte kan använda sina reguljära militära förband.
Vid jultid 1918 besökte en estnisk delegation Stockholm, där den förhandlade med flera svenska arméofficerare om skapandet av en svensk frivilligkår i Estland. Den 30 december 1918 gav svenska regeringen formellt samtycke till att frivilliga reste till Estland och 1 januari 1919 började rekryteringen. Av de frivilliga svenskarna kom många att ingå i Martin Ekströms 1. Finländska kår som annars mestadels bestod av finlandssvenskar. Runt 40 ingick även i Hans Kalms finska bataljon, omkring 10 i olika estniska förband och ett dussin i baron Stackelbergs Baltiska bataljon i Tartu.
Huvuddelen kom dock att ingå i Svenska kåren. Den byggdes upp av Carl Axel Mothander i samarbete med hans "stridschef" Karl Georg Malmberg. Stora summor av kårens pengar kom att försvinna under tiden i Estland, inkluderade soldaternas löner och moralen i förbandet sjönk efterhand. Den 1 mars 1919 kom Giuseppe Franchi, en svensk medborgare och militärmusiker med italienskt ursprung som ingick i baron Stackelbergs bataljon i Tartu, till Svenska kåren i Narva för att rekrytera svenskar över till den kåren. Han greps dock och anklagades för att planera ett myteri och sköts efter ståndrätt på Narvafloden av en exekutionspluton ur Svenska kåren. Händelsen uppmärksammades stort i den svenska pressen och ledde till utredningar av såväl svenska som estniska myndigheter men ingen kom att straffas. Den 20 mars 1919 förflyttades Svenska kåren till Paldiski och därifrån vidare söderut. Man anslöts till en estnisk spaningsbataljon och deltog omkring 10 april 1919 i striderna kring byarna Poleysye och Mitkovitsa. Under tiden därefter lämnade dock alltfler kåren och anslöt sig i stället till andra förband, bland annat Stackelbergs bataljon. I maj 1919 återstod endast 68 man samt 50 sårade på olika militärsjukhus i södra Estland. I juni 1919 upplöstes Svenska kåren formellt.